# Persone di nome John/Compositori
| Questa pagina contiene informazioni ricavate automaticamente dalle voci biografiche con l'ausilio del template Bio e di un bot. L'aggiornamento è periodico e automatico e ricostruisce completamente la pagina. Se manca una persona in questa lista, sei pregato di non aggiungerla, ma accertati piuttosto che la sua voce biografica contenga il template Bio e che i dati anagrafici siano correttamente compilati. Se il template Bio manca, inseriscilo tu stesso o, in alternativa, metti l'avviso {{tmp\|Bio}} che ne segnala la mancanza. Se i dati riportati sono sbagliati, correggi direttamente la voce biografica; le modifiche saranno visibili in questa lista entro pochi giorni. Per chiarimenti vedi il progetto antroponimi. La lista contiene solo le 81 persone che sono citate nell'enciclopedia e per le quali è stato implementato correttamente il template Bio. Pagina aggiornata al 22 lug 2025. |

Questa è una lista di persone presenti nell'enciclopedia che hanno il nome John e sono compositori.

## A(4)
- John Adams, compositore statunitense (Worcester, n. 1947)
- John Luther Adams, compositore statunitense (Meridian, n. 1953)
- John Addison, compositore britannico (Chobham, n. 1920 - Bennington, † 1998)
- John Amner, compositore inglese (Ely, n. 1579 - † 1641)

## B(6)
- John Francis Barnett, compositore e docente britannico (Londra, n. 1837 - Londra, † 1916)
- John Barry, compositore e arrangiatore britannico (York, n. 1933 - Oyster Bay, † 2011)
- John Bartlet, compositore inglese
- John Bennet, compositore inglese
- John Browne, compositore inglese
- John Bull, compositore fiammingo (Somerset, n. 1562 - Anversa, † 1628)

## C(6)
- John Cage, compositore e teorico musicale statunitense (Los Angeles, n. 1912 - New York, † 1992)
- John Cale, compositore, polistrumentista e produttore discografico gallese (Carmarthenshire, n. 1942)
- John Alden Carpenter, compositore statunitense (Park Ridge, n. 1876 - Chicago, † 1951)
- John Cooper, compositore e liutista inglese (Londra, † 1626)
- J. Fred Coots, compositore statunitense (New York, n. 1897 - New York, † 1985)
- John Corigliano, compositore statunitense (New York, n. 1938)

## D(4)
- John Danyel, compositore e liutista inglese (Wellow, n. 1564)
- John Debney, compositore e direttore d'orchestra statunitense (Glendale, n. 1956)
- John Dowland, compositore, cantante e liutista inglese (Dublino, n. 1563 - Londra, † 1626)
- John Dunstable, compositore inglese († 1453)

## F(4)
- John Farmer, compositore inglese
- John Field, compositore e pianista irlandese (Dublino, n. 1782 - Mosca, † 1837)
- John Foulds, compositore inglese (Manchester, n. 1880 - Calcutta, † 1939)
- John Frizzell, compositore statunitense (New York, n. 1966)

## G(1)
- John Gardner, compositore britannico (Manchester, n. 1917 - Liss, † 2011)

## H(4)
- John Harbison, compositore e direttore d'orchestra statunitense (Orange, n. 1938)
- Jake Heggie, compositore e pianista statunitense (West Palm Beach, n. 1961)
- John Hilton, compositore inglese (Cambridge - † 1657)
- John Hothby, compositore e teorico della musica inglese († 1487)

## I(1)
- John Ireland, compositore e insegnante inglese (Bowdon, n. 1879 - Rock Mill, Washington, † 1962)

## J(4)
- John Jenkins, compositore e liutista inglese (Maidstone, n. 1592 - Kimberley, † 1678)
- John Johnson, compositore inglese († 1594)
- J. Rosamond Johnson, compositore e cantante statunitense (Jacksonville, n. 1873 - New York, † 1954)
- John Joubert, compositore britannico (Città del Capo, n. 1927 - Birmingham, † 2019)

## K(3)
- Kaada, compositore e polistrumentista norvegese (Stavanger, n. 1975)
- John Kander, compositore statunitense (Kansas City, n. 1927)
- John Knowles Paine, compositore, organista e docente statunitense (Portland, n. 1839 - Cambridge, † 1906)

## L(5)
- John La Montaine, compositore e pianista statunitense (Oak Park, n. 1920 - Los Angeles, † 2013)
- John Frederick Lampe, compositore e fagottista tedesco (n. 1703 - Edimburgo, † 1751)
- John Latouche, compositore, librettista e paroliere statunitense (Baltimora, n. 1914 - Calais, † 1956)
- John Leipold, compositore statunitense (Contea di Ulster, n. 1888 - Dallas, † 1970)
- John Liptrot Hatton, compositore, direttore d'orchestra e pianista inglese (Liverpool, n. 1809 - Margate, † 1886)

## M(14)
- Johnny Mandel, compositore e arrangiatore statunitense (New York, n. 1925 - Ojai, † 2020)
- Nicholas Maw, compositore e musicista britannico (Grantham, n. 1935 - Washington, † 2009)
- John Maynard, compositore inglese (St Albans)
- John McCarthy, compositore canadese (Toronto, n. 1961)
- John McFee, compositore, violinista e chitarrista statunitense (Santa Cruz, n. 1950)
- John McLeod, compositore britannico (Aberdeen, n. 1934 - Edimburgo, † 2022)
- John Merbecke, compositore e teologo inglese
- John Milton, compositore inglese (Londra, † 1647)
- John Christopher Moller, compositore, organista e clavicembalista statunitense (Germania, n. 1755 - New York, † 1803)
- John W. Morgan, compositore e arrangiatore statunitense (Los Angeles, n. 1946)
- John Morris, compositore statunitense (Elizabeth, n. 1926 - Red Hook, † 2018)
- John Mundy, compositore e organista inglese (Windsor, † 1630)
- John Murphy, compositore britannico (Liverpool, n. 1965)
- John Musto, compositore e pianista statunitense (New York, n. 1954)

## N(1)
- John Nesbett, compositore inglese

## O(2)
- John Oswald, compositore, sassofonista e artista canadese (Kitchener, n. 1953)
- John Ottman, compositore, montatore e regista statunitense (San Diego, n. 1964)

## P(5)
- John Paesano, compositore e arrangiatore statunitense (Detroit, n. 1977)
- John Palmer, compositore britannico (n. 1959)
- John Carl Parker, compositore statunitense (n. 1926)
- John Plummer, compositore inglese
- John Powell, compositore britannico (Londra, n. 1963)

## R(1)
- John Redford, compositore e organista inglese († 1547)

## S(5)
- John Stafford Smith, compositore, organista e musicologo britannico (Gloucester, n. 1750 - Londra, † 1836)
- John Philip Sousa, compositore e direttore di banda statunitense (Washington, n. 1854 - Reading, † 1932)
- John Sposito, compositore e artista italiano (Roma, n. 1958)
- John Stainer, compositore, musicista e insegnante inglese (Londra, n. 1840 - Verona, † 1901)
- John Swihart, compositore statunitense (n. 1964)

## T(4)
- John Tavener, compositore britannico (Wembley, n. 1944 - Child Okefor, † 2013)
- John Taverner, compositore e organista inglese (Tattershall, n. 1490 - Boston, † 1545)
- John Treloff, compositore inglese († 1473)
- John Tuder, compositore inglese

## V(1)
- John Van Tongeren, compositore e musicista statunitense

## W(5)
- John Francis Wade, compositore e musicista britannico (n. 1711 - Douai, † 1786)
- John Ward, compositore inglese (Canterbury, n. 1571 - † 1638)
- John Wilbye, compositore inglese (Diss, n. 1574 - † 1638)
- John Williams, compositore, arrangiatore e direttore d'orchestra statunitense (Floral Park, n. 1932)
- John Woolrich, compositore inglese (Cirencester, n. 1954)

## Z(1)
- John Zorn, compositore, sassofonista e polistrumentista statunitense (New York, n. 1953)